# Singapour dans les Établissements des détroits
1826–1942
Entités précédentes :
- Années fondatrices du Singapour moderne

Entités suivantes :
- Occupation japonaise de Singapour

Singapour dans les Établissements des détroits fait référence à une période de l'histoire de Singapour entre 1826 et 1942, au cours de laquelle Singapour faisait partie des Établissements des détroits avec Penang et Malacca. Singapour était la capitale et le siège du gouvernement des Établissements des détroits, après son transfert de George Town en 1832.
De 1830 à 1867, les Établissements des détroits étaient une résidence ou une subdivision de la présidence du Bengale, dans l'Inde britannique. En 1867, les Établissements des détroits sont devenus une colonie de la Couronne distincte, directement supervisée par le bureau des Colonies de Whitehall, à Londres. Cette période a vu Singapour s'établir comme un port commercial important et s'est développée en une grande ville avec une augmentation rapide de la population. La ville est restée la capitale et le siège du gouvernement jusqu'à la fin temporaire de la domination britannique en février 1942, lorsque l'armée impériale japonaise a envahi Singapour pendant la Seconde Guerre mondiale.

## Début de la colonisation britannique (1819-1826)
En 1819, l'officier britannique Thomas Stamford Raffles débarqua à Singapour pour y établir un port commercial. Le statut de l'île en tant qu'avant-poste britannique fut d'abord mis en doute, car le gouvernement néerlandais adressa rapidement de vives protestations au gouvernement britannique, arguant que sa sphère d'influence avait été violée. Le gouvernement britannique et la Compagnie britannique des Indes orientales s'inquiétèrent au départ de la responsabilité potentielle de ce nouvel avant-poste, mais cette crainte fut rapidement éclipsée par la croissance rapide de Singapour en tant que poste commercial important. En 1822, il fut clairement indiqué aux Néerlandais que les Britanniques n'avaient aucune intention d'abandonner l'île.
Le statut de Singapour en tant que possession britannique fut consolidé par le traité de Londres en 1824, qui partagea l'archipel malais entre les deux puissances coloniales. La zone au nord du détroit de Malacca, comprenant Penang, Malacca et Singapour, fut désignée comme la sphère d'influence britannique, tandis que la zone au sud du détroit fut attribuée aux Néerlandais.
Cette division eut des conséquences considérables pour la région : la Malaisie et Singapour d'aujourd'hui correspondent à la zone britannique définie par le traité, et l'Indonésie d'aujourd'hui à la zone néerlandaise. En 1826, Singapour fut regroupée avec Penang et Malacca en une seule unité administrative, les Établissements des détroits, sous l'administration de la Compagnie britannique des Indes orientales.

## Résidence de la présidence du Bengale (1830–1867)
En 1830, les Établissements des détroits devinrent une résidence ou une subdivision de la présidence du Bengale, dans l'Inde britannique. Ce statut perdura jusqu'en 1867.

### Commerce et économie

Vue du port de Singapour, 1860.

Au cours des décennies suivantes, Singapour devint l'un des ports les plus importants du monde. Plusieurs événements durant cette période contribuèrent à son succès. L'intervention britannique dans la péninsule malaise à partir des années 1820 culmina, dans les années 1870, avec la formation de la Malaisie britannique. Au cours de cette période, la Malaisie devint un producteur de plus en plus important de caoutchouc naturel et d'étain, dont une grande partie était expédiée via Singapour. L'île servit également de centre administratif pour la Malaisie jusqu'aux années 1880, lorsque la capitale fut déplacée à Kuala Lumpur.
En 1834, le gouvernement britannique mit fin au monopole de la Compagnie des Indes orientales sur le commerce avec la Chine, permettant ainsi à d'autres entreprises britanniques d'entrer sur le marché et provoquant une augmentation du trafic maritime. Le commerce avec la Chine fut ouvert avec la signature des traités inégaux, à partir de 1842. L'avènement des navires à vapeur océaniques, plus rapides et dotés d'une plus grande capacité que les voiliers, réduisit les coûts de transport et entraîna un développement du commerce. Singapour en tira également profit en servant de station de ravitaillement en charbon pour la Royal Navy et les navires marchands. L'ouverture du canal de Suez en 1869 réduisit considérablement le temps de trajet entre l'Europe et l'Asie de l'Est, ce qui stimula à nouveau le commerce.
En 1880, plus de 1,5 million de tonnes de marchandises transitaient chaque année par Singapour, dont environ 80 % transportées par des bateaux à vapeur et des navires de commerce. La principale activité commerciale était le commerce d'entrepôt, qui prospérait sans impôt et avec peu de restrictions. De nombreuses maisons de commerce furent créées à Singapour, principalement par des sociétés commerciales européennes, mais aussi par des marchands juifs, chinois, arabes, arméniens, américains et indiens. Il y avait également de nombreux intermédiaires chinois qui géraient la plupart des échanges entre les marchands européens et asiatiques.

### Fonction publique
Malgré l'importante croissance de Singapour, l'administration mise en place pour gouverner l'île était faible et manquait généralement de personnel, de fonds et d'efficacité. Les administrateurs étaient généralement envoyés d'Inde, n'avaient que peu ou pas de connaissances de la région et ne connaissaient pas les langues et les coutumes locales. Tant que le commerce britannique n'était pas affecté, l'administration ne se souciait pas du bien-être de la population.
Alors que la population de Singapour avait quadruplé entre 1830 et 1867, la taille de la fonction publique était restée inchangée. En 1850, il n'y avait que douze policiers pour maintenir l'ordre dans une ville de près de 60 000 habitants. La plupart d'entre-eux n'avaient pas accès aux services de santé publique et des maladies comme le choléra et la variole causaient de graves problèmes sanitaire, en particulier dans les quartiers populaires surpeuplés. La malnutrition et la consommation d'opium étaient les principaux maux sociaux de cette période.

### Société

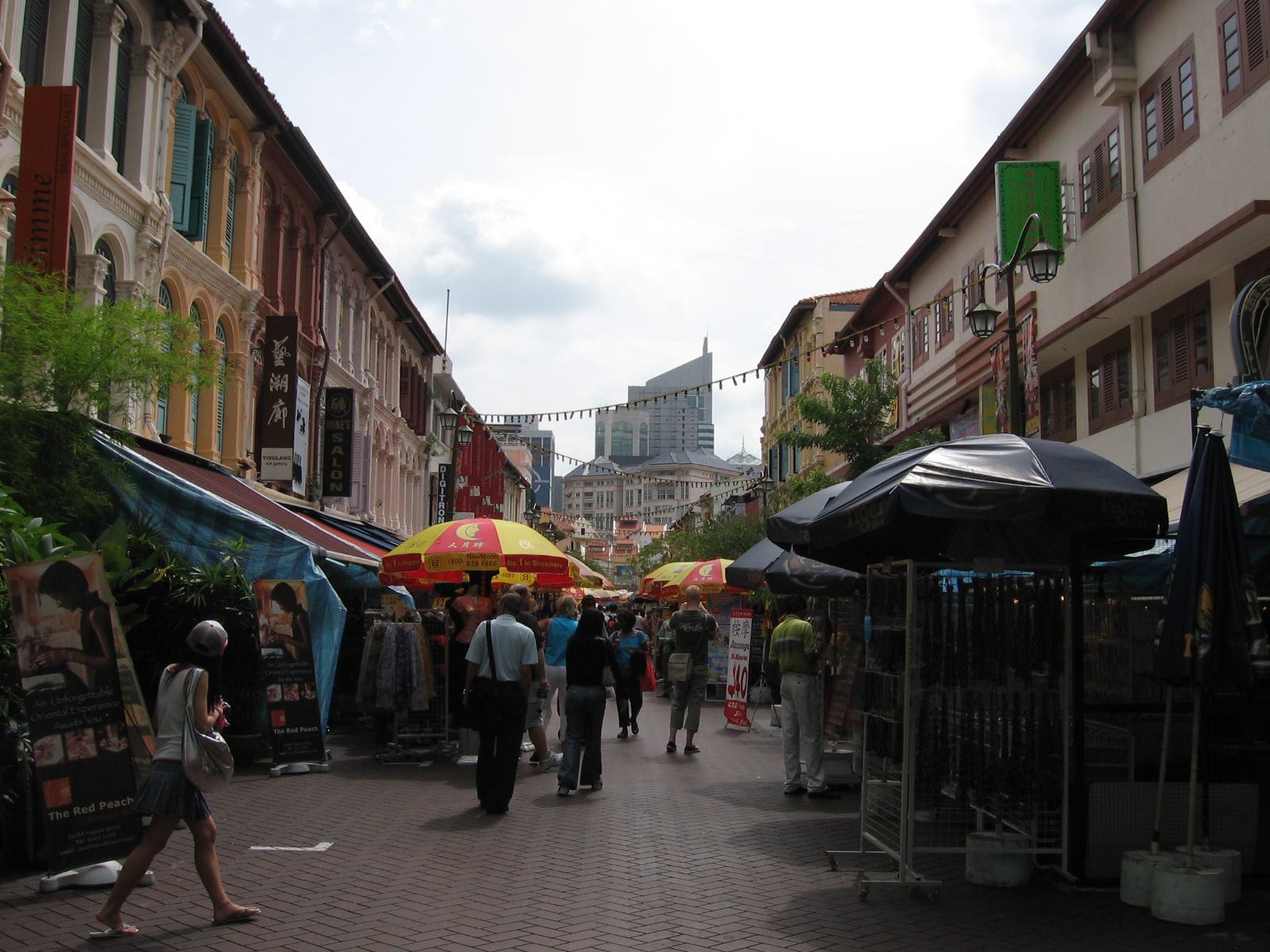
Maisons de commerce restaurées longeant une rue de Chinatown, qui reflètent l'architecture victorienne des bâtiments construits à Singapour au cours de la période coloniale britannique, avec des styles tels que les Painted Ladies.

Dès 1827, les Chinois étaient devenus le groupe ethnique le plus important de Singapour. Au cours des premières années de la colonisation, la plupart des Chinois de Singapour étaient des Peranakan, les descendants de Chinois installés dans l'archipel des siècles auparavant, qui étaient généralement des marchands aisés. À mesure que le port se développait, un nombre beaucoup plus important de coolies chinois affluaient à Singapour à la recherche d'un emploi. Ces travailleurs migrants étaient généralement des hommes pauvres et sans instruction. Ils avaient quitté la Chine (principalement du Sud) pour échapper aux désastres politiques et économiques de leur pays.
Ils aspiraient à faire fortune en Asie du Sud-Est et à rentrer chez eux en Chine, mais la plupart étaient condamnés à une vie de travail non qualifié et mal payé. Jusqu'au XXe siècle, peu de Chinois finissaient par s'installer définitivement, principalement en raison de la pénurie de femmes. Le ratio hommes-femmes dans la communauté chinoise de Singapour était d'environ cent pour un, principalement en raison des restrictions imposées par le gouvernement chinois, jusqu'aux années 1860, à la migration des femmes.
Les Malais de Singapour constituaient le deuxième groupe ethnique le plus important de la ville jusqu'aux années 1860. Bien que de nombreux Malais continuaient à vivre dans des kampongs (villages malais traditionnels), la plupart travaillaient comme salariés et artisans. Cela contrastait avec la plupart des Malais de Malaisie, qui restaient agriculteurs.
En 1860, les Indiens devinrent le deuxième groupe ethnique le plus important. Ils étaient constitués de travailleurs non qualifiés comme les coolies chinois, de commerçants, de soldats en garnison à Singapour par le gouvernement de Calcutta, ainsi que d'un certain nombre de condamnés indiens envoyés à Singapour pour mener à bien des projets de travaux publics, comme le défrichage de jungles et de marais, ainsi que la construction de routes. Ils participèrent également à la construction de nombreux bâtiments, dont la cathédrale Saint-Andrew et de nombreux temples hindous. Après avoir purgé leur peine, de nombreux condamnés choisirent de rester à Singapour.
En raison de l'attitude non interventionniste de l'administration et de la nature majoritairement masculine, nomade et sans éducation de la population, la société de Singapour était plutôt anarchique et chaotique. La prostitution, le jeu et la toxicomanie (en particulier l'opium) étaient répandus. Les sociétés secrètes criminelles chinoises (analogues aux triades modernes) étaient extrêmement puissantes ; certaines comptaient des dizaines de milliers de membres et les guerres de territoire entre sociétés rivales entraînaient parfois des centaines de morts. Les tentatives de suppression de ces sociétés secrètes n'ont eu qu'un succès limité et elles ont continué à poser problème jusqu'au XXe siècle. 
La partie coloniale de l'architecture de Singapour s'est développée à cette époque, des éléments reconnaissables subsistent aujourd'hui sous la forme de shophouses, comme celles que l'on trouve à Little India ou à Chinatown.

## Colonie de la Couronne (1867–1942)

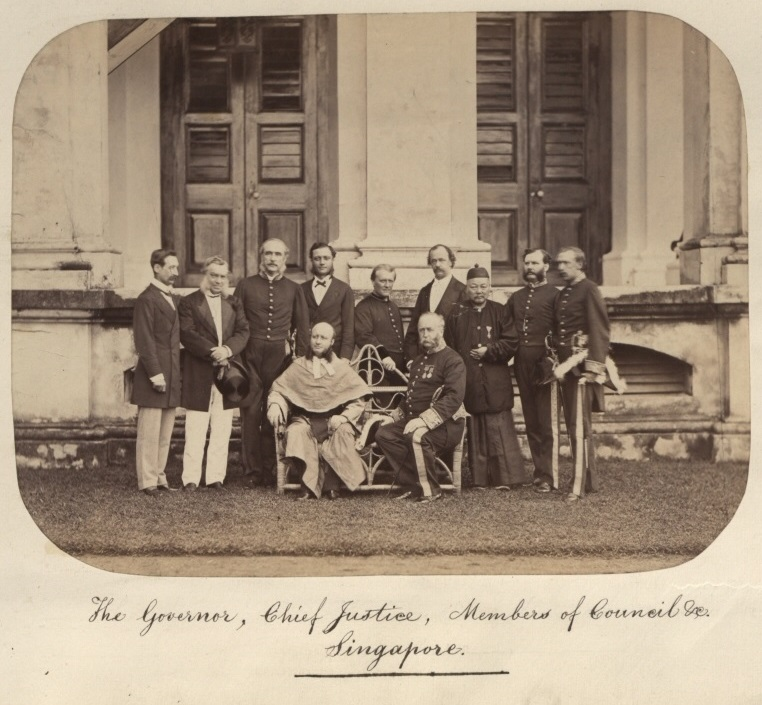
Le gouverneur, le juge en chef, les membres du Conseil et de la compagnie des Établissements des détroits à Singapour, vers 1860-1900.

À mesure que Singapour continuait de se développer, les lacunes de l'administration des Établissements des détroits devinrent de plus en plus apparentes. Outre l'indifférence des administrateurs de l'Inde britannique aux conditions locales, la bureaucratie et les lourdeurs administratives rendaient difficile l'adoption de nouvelles lois. La communauté marchande de Singapour commença à s'opposer à la domination des Indes britannique et à demander l'établissement de Singapour comme colonie distincte du Royaume-Uni. Le gouvernement britannique accepta finalement de faire des Établissements des Détroits une colonie de la Couronne le 1er avril 1867, en recevant les ordres directement du bureau des Colonies plutôt que de l'Inde.
En tant que colonie de la Couronne, les Établissements des détroits étaient dirigés par un gouverneur basé à Singapour, avec l'aide de conseils exécutif et législatif. Bien que les conseils n'étaient pas élus, de plus en plus de représentants de la population locale y ont été progressivement intégrés au fil des ans.

### Protectorat chinois
Le gouvernement colonial a pris plusieurs mesures pour résoudre les graves problèmes sociaux auxquels Singapour était confrontée. Par exemple, un protectorat chinois sous William A. Pickering a été établi en 1877 pour répondre aux besoins de la communauté chinoise, notamment en contrôlant les pires abus du commerce des coolies et en protégeant les femmes chinoises de la prostitution forcée. En 1889, le gouverneur Sir Cecil Clementi Smith a interdit les sociétés secrètes à Singapour, les poussant à la clandestinité. Néanmoins, de nombreux problèmes sociaux ont persisté jusqu'à l'après-guerre, notamment une grave pénurie de logements et des conditions de vie et de santé généralement médiocres.

### Tongmenghui
En 1906, le Tongmenghui, une organisation nationaliste et révolutionnaire chinoise dirigée par Sun Yat-Sen et vouée au renversement de la dynastie Qing, fonde sa branche Nanyang à Singapour, qui doit servir de siège à l'organisation en Asie du Sud-Est. Le Tongmenghui fera partie de plusieurs groupes qui prendront part à la révolution chinoise de 1911 et établiront la république de Chine. Les Chinois d'outre-mer, comme la population chinoise immigrée à Singapour, feront de généreux dons à des groupes comme le Tongmenghui, qui évolueront plus tard vers le Kuomintang. Aujourd'hui, cette fondation est commémorée dans le Sun Yat Sen Nanyang Memorial Hall - auparavant connu sous le nom de Sun Yat Sen Villa ou Wang Qing Yuan (qui signifie « Maison des cieux d'en haut » en chinois) - à Singapour, où la branche opérait. Selon George Yeo, ancien ministre des Affaires étrangères de Singapour, à cette époque, le drapeau du Kuomintang, qui deviendra plus tard le drapeau de la république de Chine, fut cousu dans la villa Sun Yat Sen par Teo Eng Hock et sa femme,.

### Mutinerie de Singapour de 1915
Singapour n'a pas été directement touchée par la Première Guerre mondiale (1914-1918), car le conflit ne s'est pas étendu à l'Asie du Sud-Est. L'événement le plus important de la guerre a été une mutinerie en 1915 par des cipayes du 5e régiment d'infanterie légère de l'Inde britannique qui étaient en garnison à Singapour. La veille du départ du régiment pour Hong Kong, et après avoir entendu des rumeurs selon lesquelles ils allaient être envoyés combattre l'Empire ottoman, environ la moitié des soldats indiens se sont mutinés. Ils ont tué plusieurs de leurs officiers et quelques civils avant que la mutinerie ne soit réprimée par les forces de l'Empire britannique et alliées ainsi que par les troupes locales de Johor. 

### Singapour dans les années 1920 et 1930
Lee Kuan Yew, Premier ministre de Singapour pendant 32 ans, décrit le Singapour de cette époque de la manière suivante :
« J'ai grandi dans le Singapour des années 1920 et 1930. La population était inférieure à un million d'habitants et la majeure partie de Singapour était couverte de mangroves, de plantations d'hévéas et de forêts secondaires, car l'hévéa avait échoué et les forêts autour de Mandai/Bukit Timah ont pris sa place ». »
Au cours de ces décennies, l'île était infestée de maisons d'opium et de prostitution et fut largement surnommée « Sin-galore » — un jeu de mots signifiant approximativement « abondance de péchés ».

### Base navale

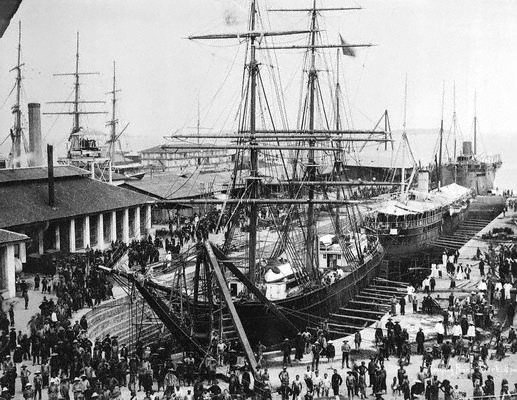
Le quai Victoria, à Tanjong Pagar, dans les années 1890.

Après la Première Guerre mondiale, le gouvernement britannique consacra des ressources importantes à la construction d'une base navale à Singapour, afin de dissuader l'Empire japonais de plus en plus ambitieux. Annoncée à l'origine en 1923, la construction de la base progressa lentement jusqu'à l'invasion japonaise de la Mandchourie en 1931.
Une fois achevée en 1939, au coût exorbitant de 500 millions de dollars, la base était alors la plus grande forme de radoub du monde, la troisième plus grande cale flottante et disposait de suffisamment de réservoirs de carburant pour alimenter toute la marine britannique pendant six mois. Elle était défendue par de lourds canons navals de 15 pouces stationnés à Fort Siloso, Fort Canning et Labrador, ainsi que par un aérodrome de la Royal Air Force à la base aérienne de Tengah. Winston Churchill la vantait comme le « Gibraltar de l'Est » et les discussions militaires faisaient souvent référence à la base simplement comme « l'Est de Suez ».
La base ne disposait pas d'une flotte. La Home Fleet britannique était stationnée en Europe et les Britanniques ne pouvaient pas se permettre de construire une deuxième flotte pour protéger leurs intérêts en Asie. La stratégie de Singapour prévoyait que la flotte britannique se rende rapidement à Singapour en cas d'urgence. Cependant, après le déclenchement de la Seconde Guerre mondiale en 1939, la flotte était entièrement occupée à défendre la Grande-Bretagne et seule la petite Force Z fut envoyée pour défendre la colonie.
Les personnes à Singapour qui possédaient des papiers d'identité allemands, y compris des Juifs fuyant les nazis tels que Karl Duldig, Slawa Duldig et Eva Duldig, ont été arrêtées et déportées de Singapour,. Le gouvernement colonial britannique les a classés comme « citoyens d'un pays ennemi »,,.